# Вислоцкий, Владислав
Владислав Тадеуш Вислоцкий (пол. Władysław Tadeusz Wisłocki; 27 июля 1887 — 11 июля 1941) — польский славист, библиотекарь, библиограф, директор Национальной библиотеки имени Оссолинских.

## Биография
Владислав Вислоцкий — сын Яна Вислоцкого и Зофии Яворской, племянник Владислава Игнатия Вислоцкого (1841—1900) — историка литературы, профессора Ягеллонского университета и куратора университетской библиотеки. Вислоцкий окончил среднюю школу в Бережанах и переехал во Львов, где учился на факультете философии Львовского университета. В ходе учёбы в 1907 году он начал работать в Национальной библиотеке имени Оссолинских, в 1910 году окончил университет. Приобретённые знания пополнил в Праге, где проводил исследования. В 1920 году он стал куратором (директором) Библиотеки имени Оссолинских. С 1921 года в течение семи лет он редактировал библиографический указатель. В 1928 году он стал редактором славянского движения, через год он был избран председателем Львовского филиала Ассоциации польских библиотекарей, организовывал многочисленные выставки и мероприятия по книготорговле и библиофильству. Он был арестован 11 июля 1941 года и, вероятно, казнен вместе с другими учёными, это событие известно как убийство львовских профессоров.
Вислоцкий был членом литературного комитета Польской академии знаний, библиографической комиссии Варшавского научного общества и почётным членом Союза чехословацких библиотекарей.